# Malmö FF
Malmö FF – szwedzki klub piłkarski z siedzibą w Malmö, założony w 1910. 24-krotny mistrz Szwecji, 16-krotny zdobywca Pucharu Szwecji, finalista Pucharu Europy Mistrzów Krajowych z 1979 (porażka z Nottingham Forest F.C.). Największymi rywalami Malmö FF są w kraju klubu IFK Göteborg i AIK Fotboll, nazywane wszystkie wielką trójką. Zespół z Malmö występuje w rozgrywkach szwedzkiej 1. ligi – Allsvenskan.
Malmö FF spadło z Allsvenskan po raz pierwszy od 63 sezonów i drugi raz w historii w 1999 roku, jednakże, w następnym roku 2000, Malmö FF powróciło do szwedzkiej elity.

## Sukcesy
- Allsvenskan
  - mistrzostwo (24): 1943/1944, 1943/1944, 1949/1950, 1950/1951, 1952/1953, 1965, 1967, 1970, 1971, 1974, 1975, 1977, 1986, 1988, 2004, 2010, 2013, 2014, 2016, 2017, 2020, 2021, 2023, 2024
  - wicemistrzostwo (17): 1945/1946, 1947/1948, 1951/1952, 1955/1956, 1956/1957, 1960, 1964, 1968, 1969, 1976, 1978, 1980, 1987, 1989, 1996, 2002, 2019
- Superettan
  - wicemistrzostwo (1): 2000
- Puchar Szwecji
  - zwycięstwo (16): 1944, 1946, 1947, 1951, 1953, 1967, 1973, 1974, 1975, 1977, 1980, 1984, 1986, 1989, 2022, 2024
  - finał (7): 1945, 1971, 1996, 2016, 2018, 2020, 2021, 2025
- Superpuchar Szwecji
  - zwycięstwo (2): 2013, 2014
- Puchar Europy Mistrzów Krajowych
  - finał (1): 1978/1979

## Piłkarze

### Obecny skład
Stan na 1 lutego 2021
| Nr | Poz. | Piłkarz                       |
| -- | ---- | ----------------------------- |
| 1  | BR   | Melker Ellborg                |
| 2  | OB   | Eric Larsson                  |
| 3  | OB   | Jonas Knudsen                 |
| 5  | PO   | Søren Rieks                   |
| 6  | PO   | Oscar Lewicki                 |
| 8  | PO   | Arnór Ingvi Traustason        |
| 10 | PO   | Anders Christiansen (kapitan) |
| 11 | NA   | Ola Toivonen                  |
| 14 | OB   | Felix Beijmo                  |
| 15 | OB   | Anel Ahmedhodžić              |
| 16 | BR   | Mathias Nilsson               |
| 17 | OB   | Rasmus Bengtsson              |
| 18 | NA   | Romain Gall                   |
| 19 | PO   | Erdal Rakip                   |

| Nr | Poz. | Piłkarz          |
| -- | ---- | ---------------- |
| 20 | PO   | Erik Botheim     |
| 22 | PO   | Adi Nalić        |
| 23 | NA   | Marcus Antonsson |
| 24 | OB   | Lasse Nielsen    |
| 26 | PO   | Mubaarak Nuh     |
| 27 | BR   | Johan Dahlin     |
| 28 | PO   | David Edvardsson |
| 29 | OB   | Noah Eile        |
| 30 | BR   | Marko Johansson  |
| 31 | OB   | Franz Brorsson   |
| 32 | NA   | Jo Inge Berget   |
| 34 | PO   | Pavle Vagić      |
| 37 | NA   | Sebastian Nanasi |
| 39 | NA   | Amin Sarr        |

### Piłkarze na wypożyczeniu
| Nr | Poz. | Piłkarz                                       |
| -- | ---- | --------------------------------------------- |
|    | OB   | Hugo Andersson (wypożyczony do Hobro IK)      |
|    | PO   | Amel Mujanic (wypożyczony do Hobro IK)        |
|    | PO   | Samuel Adrian (wypożyczony do Falkenbergs FF) |